# Noordoost-Kaukasische talen

Noord-Kaukasische talen:
Abchazo-Adygese of Noordwest-Kaukasische talen:
Circassische talen: Adygees en Kabardijns
Abchazische-Abazijnse talen: Abchazisch en Abazijns
Oebychs (uitgestorven)
Nach-Dagestaanse of Noordoost-Kaukasische talen:
Nach-talen: Ingoesjetisch en Tsjetsjeens
Avaars-Andische talen: Avaars, Achvach, Andi, Bagvalal, Botlich, Godoberi, Karata, Tindi, Tsjamalal, Goenzib, Bezjta, Chvarsji, Tsezisch en Ginoech
Dargiens
Lak
Lezgi-talen: Lezgisch, Tabassaraans Agoelisch, Roetoelisch, Tsachoerisch, Boedoech, Kryts
en Chinaloeg

De Noordoost-Kaukasische talen, vaak ook Nach-Dagestaanse talen genoemd door de vroeger gebruikelijke onderverdeling in de twee takken Nach en Dagestaans, vormen een taalfamilie die bestaat uit een 29-tal talen, die alle door bergvolken in de Kaukasus gesproken worden. Wellicht zijn de Noordoost-Kaukasische talen samen met de Noordwest-Kaukasische talen onderdeel van een grotere Noord-Kaukasische taalfamilie. Belangrijk is het te vermelden dat de Zuid-Kaukasische talen (Kartvelisch) op zichzelf staan en in ieder geval niet met het Nach-Dagestaans verwant zijn.
De Noordoost-Kaukasische taalfamilie werd vroeger onderverdeeld in twee groepen, de Dagestaanse talen (26) en de Nach-talen (3). Dit is echter een verouderde indeling, de Nach-talen vormen slechts één tak binnen de Noordoost-Kaukasische taalfamilie.

## Dagestaanse talen
Van deze talen hebben er vijf meer dan 100.000 sprekers; het Avaars, Dargiens, Lak, Lezgisch en Tabassaraans.
De Dagestaanse talen zijn opgedeeld in zes taalgroepen, waarvan drie slechts één taal bevatten. Deze drie zijn Chinaloeg, Dargiens en Lak.

### Avaars-Andische talen
De Avaars-Andische taalgroep is opgedeeld in acht Andische talen en het Avaars.

#### Andi-talen
- Achvach
- Andi
- Bagvalal
- Botlich
- Godoberi
- Karata
- Tindi
- Tsjamalal

### Lezgi-talen
De Lezgi-taalgroep bestaat uit het Artsji en het Oedisch en de Kern-Lezgische groep. De laatste groep is weer onderverdeeld in de Oost-, West- en Zuid-Lezgische taalgroepen:

#### Kern-Lezgische talen

##### Oost-Lezgische talen
- Agoelisch
- Lezgisch
- Tabassaraans

##### West-Lezgische talen
- Roetoelisch
- Tsachoerisch

##### Zuid-Lezgische talen
- Boedoech
- Kryts

### Tsez-talen
De Tsez-taalgroep wordt onderverdeeld in twee taalgroepen; de Oost-Tsezische en de West-Tsjezische:

#### Oost-Tsezische talen
- Goenzib of Hoenzib
- Bezjta of Kapoetsj
- Chvarsji

#### West-Tsezische talen
- Tsezisch of Dido
- Ginoech of Hinoech

## Nach-talen
De drie Nach-talen worden onderscheiden van de overige 26 Dagestaanse talen. De Nach-talen bestaan uit het Batsbi en de Tsjetsjeens-Ingoesjetische taalgroep:

#### Tsjetsjeens-Ingoesjetische talen
- Ingoesjetisch
- Tsjetsjeens

Het Tsjetsjeens heeft het grootste aantal sprekers van de Nach-Dagestaanse talen.